# Pivola
Pivola je naselje v Občini Hoče - Slivnica z okoli 700 prebivalci. V vasi je Grad Hompoš (tudi Pohorski dvor; nem. Haus am Bacher), do katerega pelje Pivolski drevored, najdaljši drevored pri nas in v katerem je leta 2008 dobila svoje prostore Fakulteta za kmetijstvo in biosistemske vede Univerze v Mariboru. 

### Ilegalna odložitev blata junija 2021
V začetku junija 2021 je zaenkrat še neznani storilec v enega izmed hudourniških potokov ilegalno zlil večjo količino odpadnega blata iz ene od čistilnih naprav. S tem bi resno ogrozili okolje z več vidikov. Blato se je razlezlo približno 200 metrov v dolžino, graben, kamor je bil odvržen, pa je globok od 40 do 50 metrov. Po ocenah Civilne zaščite je bilo tja odvrženih približno 200 m3 blata, sanacija pa bo po besedah Srečka Šestana »dolgotrajna in težka«. Blato ogroža izvir pitne vode, ki napaja 5 domačij in okrog 100 glav živine, v njej pa so že zaznali enterokoke in escherio coli. Onesnažen naj bi bil tudi botanični vrt. Storilcem grozi od 75.000 do 125.000 evrov kazni, če pa je to dejanje dejanje iz koristoljubja pa celo 375.000 evrov. Policijska preiskava še traja, prav tako primer raziskujejo ptujska občina in ptujsko komunalno podjetje, saj bi blato lahko bilo prav iz ptujske čistilne naprave. Odvoz se je pričel 14. junija, lokacija odvoza pa še ni znana.